# أليكس فرنانديز (لاعب كرة قاعدة)
أليكس فرنانديز (بالإنجليزية: Alex Fernandez) هو لاعب كرة قاعدة أمريكي، ولد في 13 أغسطس 1969 في ميامي بيتش في الولايات المتحدة.

## وصلات خارجية
- أليكس فرنانديز على موقع دوري كرة القاعدة الرئيسي (الإنجليزية)
- أليكس فرنانديز على موقعبيزبول رفرنس.كوم (الدوري الرئيسي) (الإنجليزية)
- أليكس فرنانديز على موقعبيزبول رفرنس.كوم (الدوري الثانوي) (الإنجليزية)
- أليكس فرنانديز على موقع إي إس بي إن.كوم (أم.أل.بي) (الإنجليزية)
- أليكس فرنانديز على موقع مشجعي الرسوم البيانية (الإنجليزية)